# 民主与社会进步联盟
民主与社会进步联盟（缩写为UDPS）是刚果（金）的一个中间偏左的社会民主主义政党。该党成立于1982年2月15日，当时正值蒙博托·塞塞·塞科及其领导的革命人民运动实行一党专制的时期。该党是刚果（金）现存历史最悠久的政党。在约瑟夫·卡比拉担任总统期间，该党是最大的反对党之一。目前，该党的领袖是菲利克斯·齊塞克迪，他在2018年大选中当选总统，并在2023年大选中连任。该党是社会党国际的正式成员和进步联盟的参加者。